# Schloss Líčkov

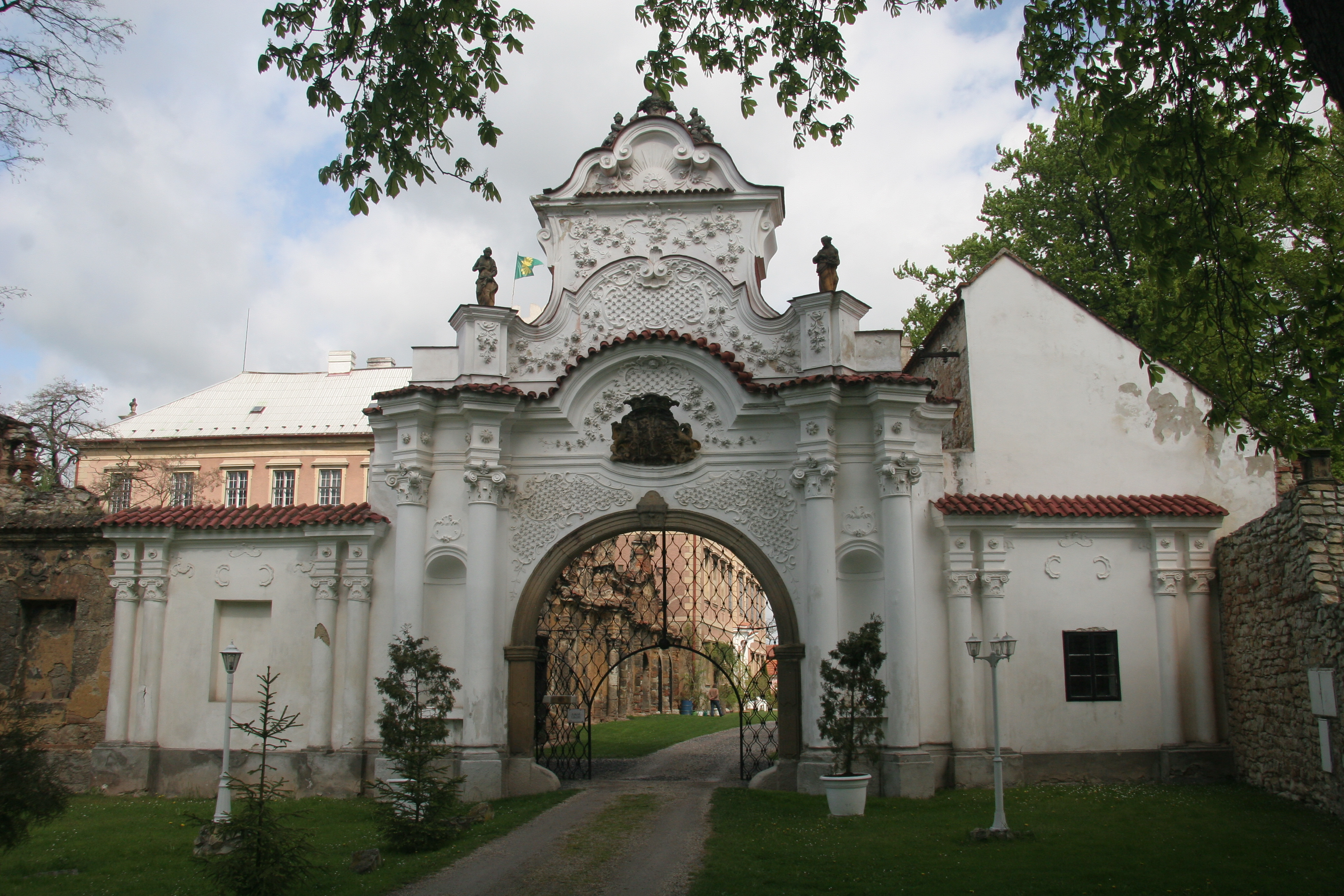
Tor von Schloss Litschkau

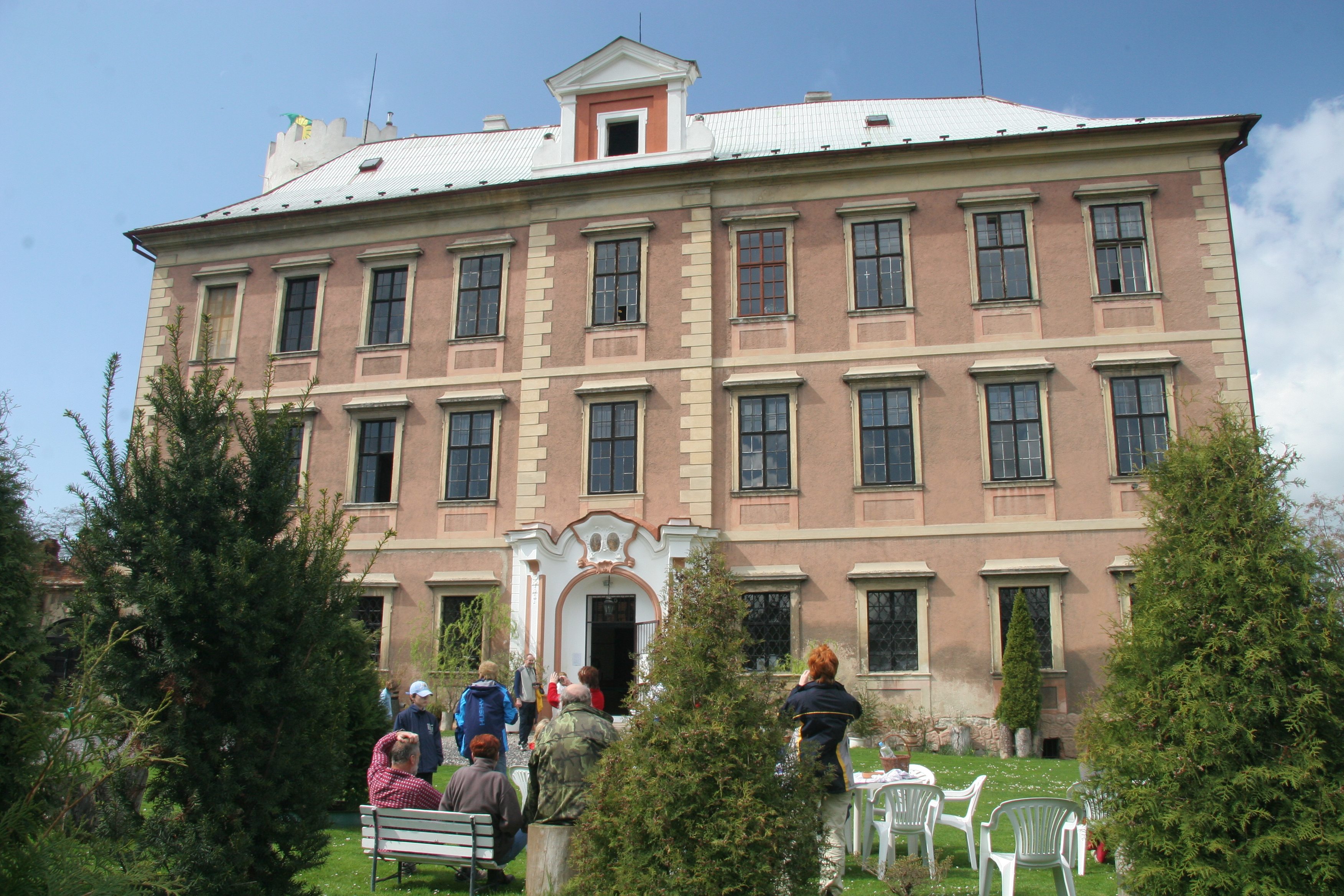
Schloss Litschkau

Das Schloss Líčkov (deutsch Litschkau) liegt im Ortsteil Líčkov der Gemeinde Liběšice, Tschechien. Im Schloss befindet sich die Gemäldegalerie des Malers Oskar Brázda.

## Geschichte
Die mittelalterliche Veste wurde 1342 als Eigentum der Allerheiligenkirche auf der Prager Burg erwähnt. Die Anlage wurde unter 1453 Václav Vlček umgebaut. Im Jahre 1510 fiel die Herrschaft Litschkau an das Adelsgeschlecht der Popel von Lobkowitz. Unter Bohuslav Hrobschitzky von Hrobschitz erfolgte im Jahre 1596 der Umbau zum Schloss im Stil der Spät-Renaissance. Im 18. Jahrhundert erfolgten weitere Umgestaltungen im Stil des Barock und des Rokoko. Das heutige Aussehen der Anlage geht auf die Zeit nach 1765 zurück, als ein Umbau unter dem kunstsinnigen Josef Vonibald von Eben erfolgte.
Das Schloss wurde im Jahre 1925 von der Familie des Malers Oskar Brázda gekauft, war sein Wohnsitz und Ort seines Schaffens. Infolge des Restitutionsgesetzes befindet sich das Schloss seit 1992 wieder im Besitz der Familie.
Im Schloss befinden sich historische Interieurs mit Wandmalereien und Original-Rokoko-Verzierungen sowie die Oskar-Brázda-Gemäldegalerie, außerdem eine Kapelle der hl. Anna aus der zweiten Hälfte des 18. Jahrhunderts mit barocker Inneneinrichtung.